# فيزياء رقمية

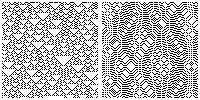

 فيزياء رقمية  الكون كله مؤلف من معلومات، هذا هو المبدأ الذي تقوم عليه الفيزياء الرقمية، فالكون محسوب ومبرمج إذا، ومنه فإننا يمكن أن نتخيل أن الكون ما هو إلا نتاج أحد البرامج الحاسوبية المتطورة أو إنه حاسوب واسع بحد ذاته.
وهي تشمل واحدا أو أكثر من الفرضيات التالية:
أن يكون الكون إما:
- ركيزة من المعلومات (على الرغم من أنه ليس بالضرورة أن تكون كل المعلومات في الوجود رقمية).
- قاعدة من المعلومات الرقمية.
- حاسوب بحد ذاته.
- برنامج مطبق على حاسوب (بيئة افتراضية).

## تاريخ
كل حاسوب يجب أن يكون واضحا في توافقه مع مبادئ نظرية المعلومات والديناميكا الحرارية وميكانيكا الكم. وهذه العلاقة بين ما سبق وضعت من قبل إدوين جاينس في مقالاته التي نشرت عام 1957